# Rosa fargesiana
Rosa fargesiana är en rosväxtart som beskrevs av George Albert Boulenger. Rosa fargesiana ingår i släktet rosor, och familjen rosväxter. Inga underarter finns listade i Catalogue of Life.